# Канопус-В
Канопус-В — серия российских спутников дистанционного зондирования Земли. Изготовлена АО «Корпорация „ВНИИЭМ“», совместно с британской компанией «Surrey Satellite Technology Limited». Спутники работают в интересах Роскосмоса, МЧС, Минприроды, Росгидромета, РАН; служат для картографирования, мониторинга ЧС, в том числе пожаров, оперативного наблюдения заданных районов.
Первый спутник серии запущен 22 июля 2012 года РН «Союз-ФГ» с космодрома Байконур в кластере из аппаратов «БКА» (Беларусь), «МКА-ПН1» (Россия), «TET-1» (Германия), «exactView-1 / ADS-1b» (Канада). 30 октября 2012 года окончены летные испытания и КА принят в эксплуатацию.
Находится на одинаковой орбите с аналогичным КА «БКА», со сдвигом на 180 градусов. Планируется их совместное использование.
На 2022 год группировка принадлежит Союзному государству.

## Характеристики
- Масса аппарата: 400—500 кг

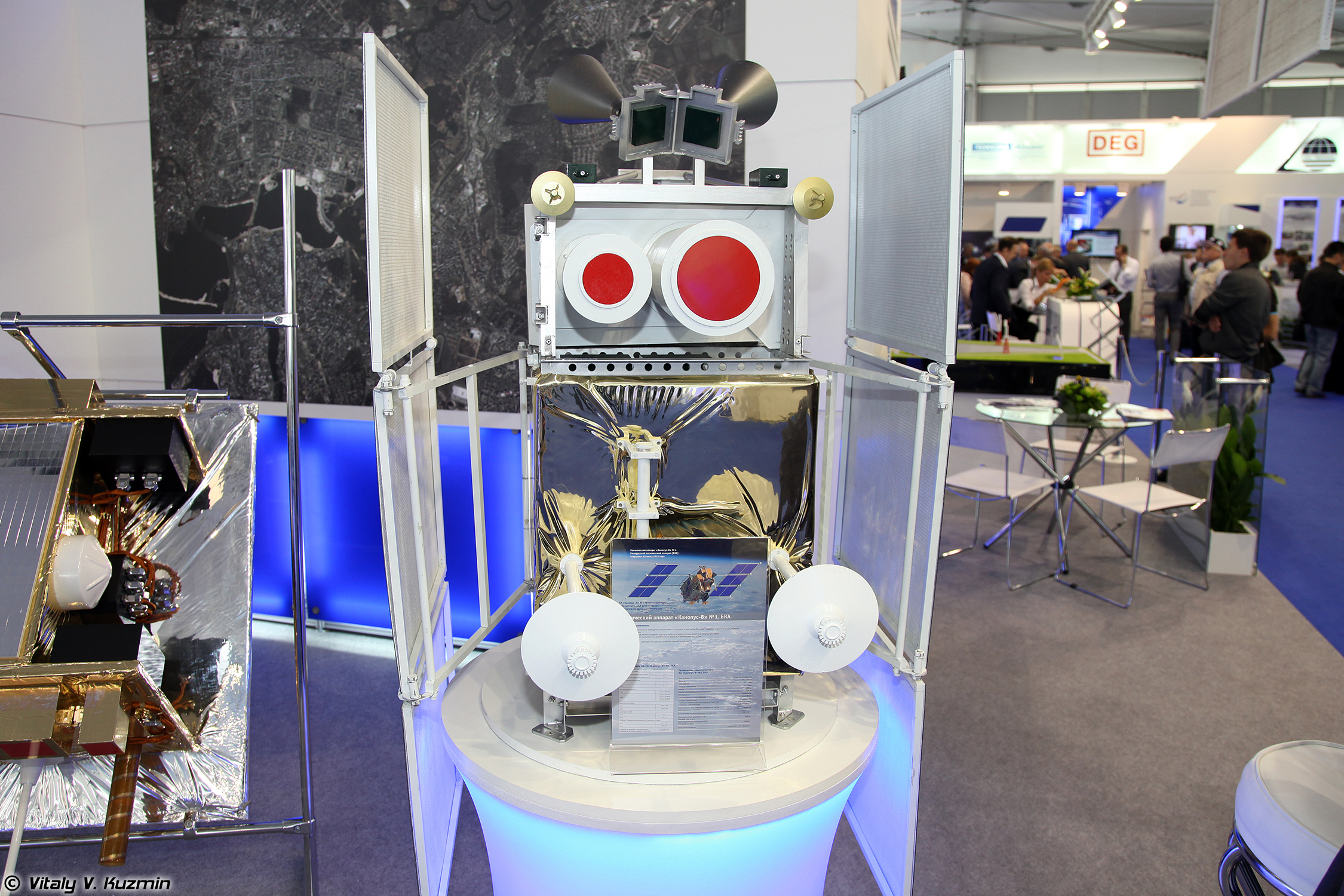
Канопус-В на МАКСе-2013

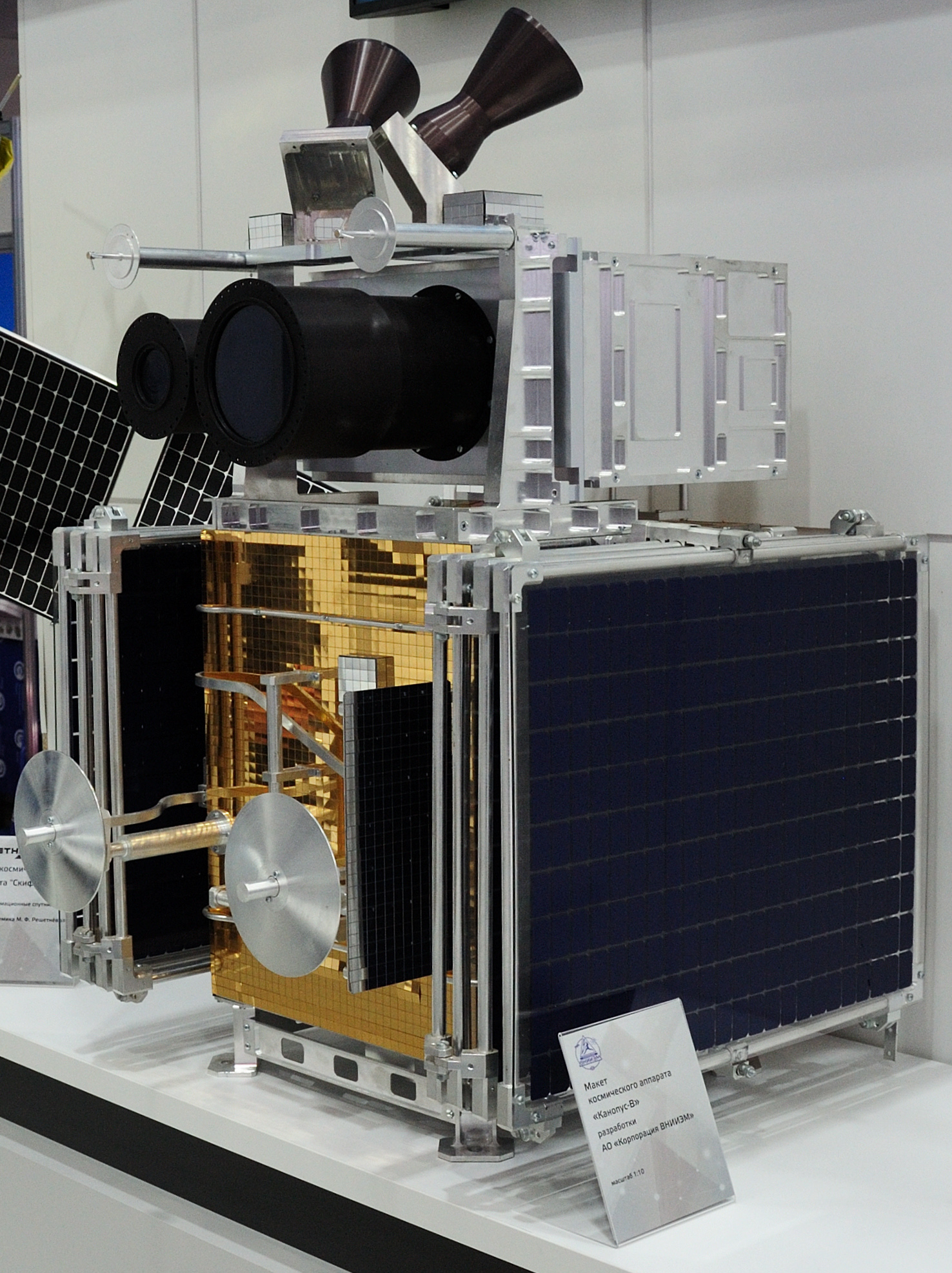
Макет «Канопус-В» на выставке «Армия-2023»

- Орбита: солнечно-синхронная, 510×512 км, наклонение 98°
- Периодичность съёмки: около 5 суток (на экваторе, в надире)[7]
- Панхроматическая камера (ПСС):
  - Спектральный диапазон — 460-850нм
  - Полоса захвата — 20-23 км
  - Максимальное разрешение — 2,1 м
  - Относительное отверстие — 1:10,3
  - Площадь снимка — 43,5 км² (6 кадров)
  - Фокусное расстояние — 1797 мм
- Мультиспектральная камера (МСС):
  - Спектральные диапазоны:[8]
    - Синий — 460—520 нм
    - Зелёный — 520—600 нм
    - Красный — 600—690 нм
    - Ближний ИК — 750—860 нм

  - Полоса захвата — 20-23 км
  - Максимальное разрешение — 10-10,5 м
  - Относительное отверстие — 1:5,6
  - Площадь снимка — 195 км²
  - Фокусное расстояние — 359 мм
- ПЗС-матрицы: 1920х985 пикселов, размер пиксела 7,4×7,4 мкм[9]
- Навигация: GPS (ГЛОНАСС) и астроориентация[10]
- Связь: 2 радиолинии,[10] 8048-8381,5 МГц, скорость передачи 61-122 Мбит/с[11][12]
- Объём памяти: 2×24 Гб[13]
- Средневитковое потребление: 300 Вт[7]
- Двигатели: 2 СПД-50[14]

Суточная производительность оценивается в 0,5—2 млн км². Возможная полоса обзора составляет около 856 км (разворот до крена ±40° за 2 минуты).
Принцип съёмки — комбинированный матрично-сканерный. В фокальной плоскости камер установлено по несколько ПЗС-матриц с разрешением 1920х985 пикселов: 6 ПЗС-матриц в ПСС; по 1 ПЗС-матрице на каждый из 4 каналов в МСС. Формируемые кадры имеют перекрытие.
Уровни обработки снимков: 0 (необработанные микрокадры с матриц, содержащие метаинформацию), 1 (то же с геопривязкой), 2 (микрокадры и мозаики, трансформированные в картографические проекции), 3 (ортотрансформированные микрокадры и мозаики, изготовленные с учётом рельефа).
Камеры были изготовлены Белорусским ОАО Пеленг; микросборки BAI2093 с ПЗС-матрицами — НТЦ Белмикросхемы, ОАО Интеграл; компанией SSTL
SSTL было поставлено следующее оборудование:
бортовой вычислительный комплекс, звёздные датчики, маховики, солнечные датчики, магнитометры, магнитные катушки, кабельная сеть, GPS и ГЛОНАСС антенны. Наряду с поставкой оборудования английская сторона также отвечала за поставку программного обеспечения и системы ориентации и стабилизации КА.
В случае катастроф оперативные и архивные снимки со спутника, а также их анализ могут бесплатно предоставляться членам международной Хартии по космосу и крупным катастрофам.

#### Эксплуатация
Управление КА осуществляется из ЦУП ЦНИИМаш.
Приём данных со спутника производится в Москве, Новосибирске, Хабаровске, Железногорске и Минске.

## Спутники
| Спутник                               | Дата запуска | Площадка                | Ракета- носитель | Номер полёта | SCN   |
| ------------------------------------- | ------------ | ----------------------- | ---------------- | ------------ | ----- |
| «Канопус-В» № 1                       | 22.07.2012   | Площадка 31 (Байконур)  | Союз-ФГ          | 2012-039A    | 38707 |
| «БКА»                                 | 22.07.2012   | Площадка 31 (Байконур)  | Союз-ФГ          | 2012-039B    | 38708 |
| «Канопус-В-ИК»                        | 14.07.2017   | Площадка 31 (Байконур)  | Союз-2.1а        | 2017-042A    | 42825 |
| «Канопус-В» № 3                       | 01.02.2018   | Площадка 1С (Восточный) | Союз-2.1а        | 2018-014A    | 43180 |
| «Канопус-В» № 4                       | 01.02.2018   | Площадка 1С (Восточный) | Союз-2.1а        | 2018-014B    | 43181 |
| «Канопус-В» № 5                       | 27.12.2018   | Площадка 1С (Восточный) | Союз-2.1а        | 2018-111A    | 43876 |
| «Канопус-В» № 6                       | 27.12.2018   | Площадка 1С (Восточный) | Союз-2.1а        | 2018-111B    | 43877 |
| «Хайям» («Канопус-В» по заказу Ирана) | 09.08.2022   | Площадка 31 (Байконур)  | Союз-2.1б        | 2022-096A    | 53370 |

12 августа 2022 года министр информационно-коммуникационных технологий Ирана Иса Зарепур сообщил СМИ, что страна совместно с Россией намеревается построить ещё три спутника, аналогичных запущенному 9 августа 2022 года спутнику «Хайям».